# Заводський провулок (Київ, Подільський район)
Заводськи́й прову́лок — зниклий провулок, що існував у Подільському районі міста Києва, місцевість Поділ. Пролягав від Кирилівської до Костянтинівської вулиці.

## Історія
Виник наприкінці XIX століття, на картах 1894 та 1900 років показаний як подовжена частина Мильного провулку, в 1910-ті роки зафіксований як Царський провулок, на карті 1924 року — знову як подовжена частина Мильного провулку, на карті 1935 року — як Каляївський провулок, на картах 1943 та 1947 років — як Чорний провулок. 
Назву Заводський провулок набув 1955 року (від паралельної Заводської вулиці та особливості розташування провулку). 
Офіційно ліквідований 1977 року.